# Trebiidae
Trebiidae é uma família de copépodes pertencentes à ordem Siphonostomatoida.
Género:
- Trebius Krøyer, 1837